# Besar Halimi
Besar Halimi (Frankfurt, 12 de dezembro de 1994) é um futebolista profissional alemão-kosovari que atua como meia-atacante.

## Carreira
Besar Halimi começou a carreira no 1. FC Nürnberg.